# Сардарапат (музей)
Государственный музей этнографии и национально-освободительного движения Армении «Сардарапа́т» (арм. Հայաստանի ազգագրության և ազգային-ազատագրական պայքարի պետական թանգարան «Սարդարապատ») — главный этнографический музей Армении. Музей является научно-культурным и образовательным комплексом, где хранятся, изучаются и выставляются на показ исторические экспонаты относящиеся к культурному наследию армянского народа с древнейших времён до наших дней. Основан в 1968 году в составе мемориального комплекса «Сардарапат» (посвященному Сардарапатскому сражению 21—28 мая 1918 года), в 10 километрах к юго-западу от города Армавир.

## Здание
Архитектор здания музея — Рафаэль Исраелян. Основные элементы комплекса, включая фасад музея отделаны красным туфом.

## Фонды
В музее хранятся более 70 тысяч имеющих культурную ценность экспонатов которые разделены на 5 категорий:
1. Археологические: предметы древнего и средневекового искусства и ремесла а также религиозные реликвии
2. Этнографические: рабочие инструменты, ковры, мебель, армянские кружева и вышивка, национальные костюмы и украшения, экспонаты относящиеся ремеслу, национальной кухне, хозяйственному укладу, национальному календарю
3. Фотографии, картины, документы, архивные материалы
4. Современное декоративно-прикладное искусство
5. Экспонаты относящиеся к этнической культуре других народов

## Галерея

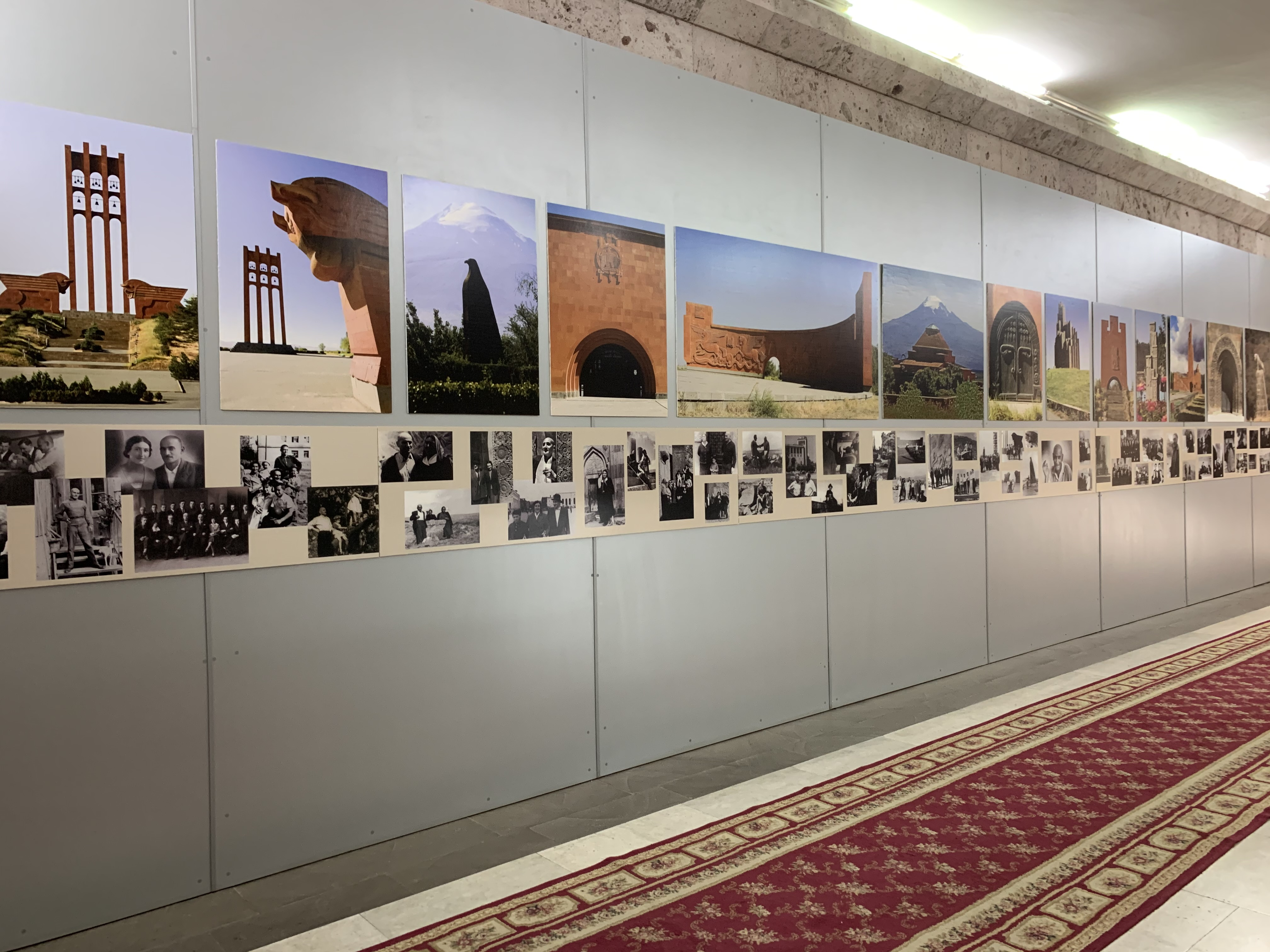
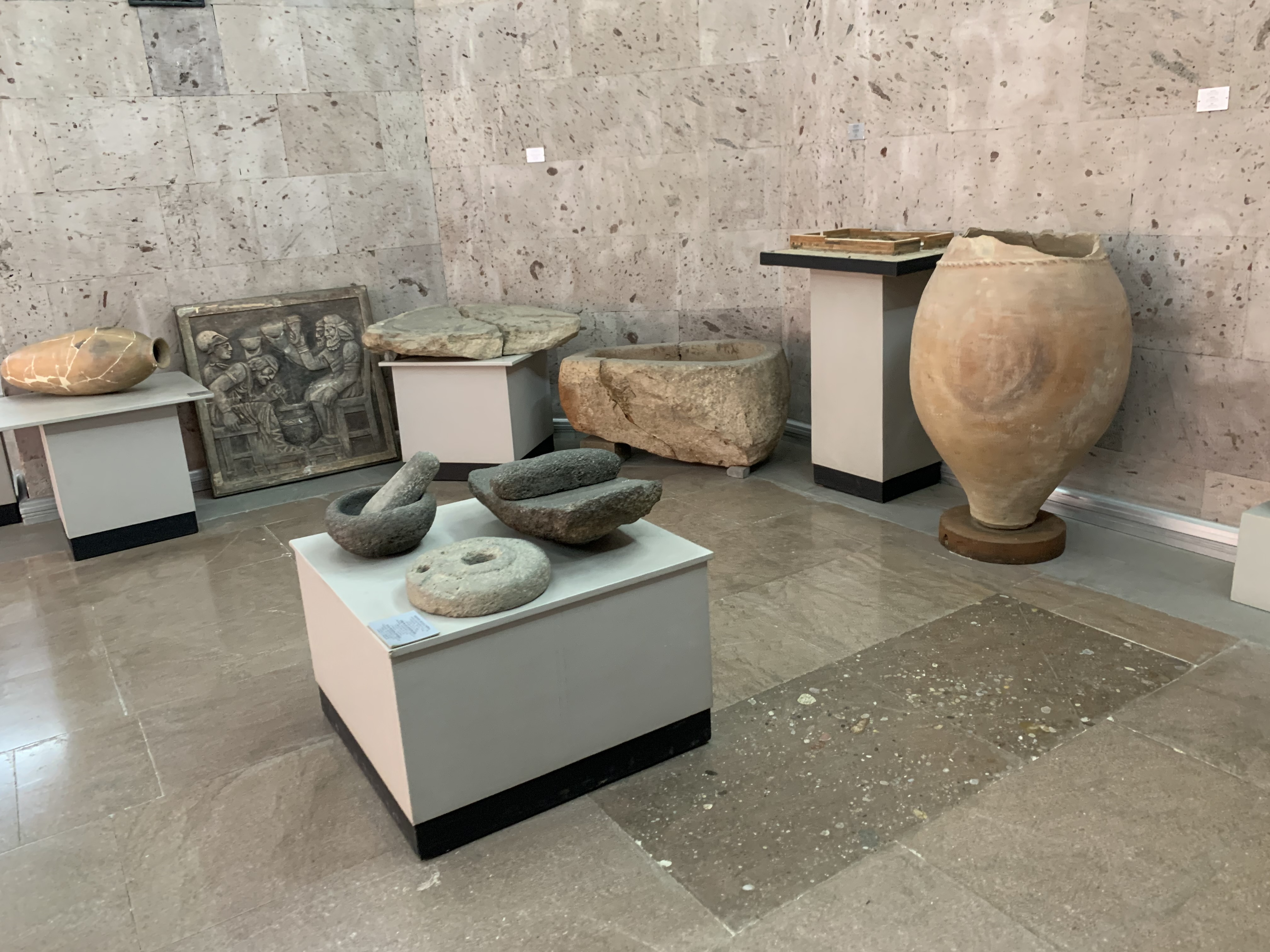
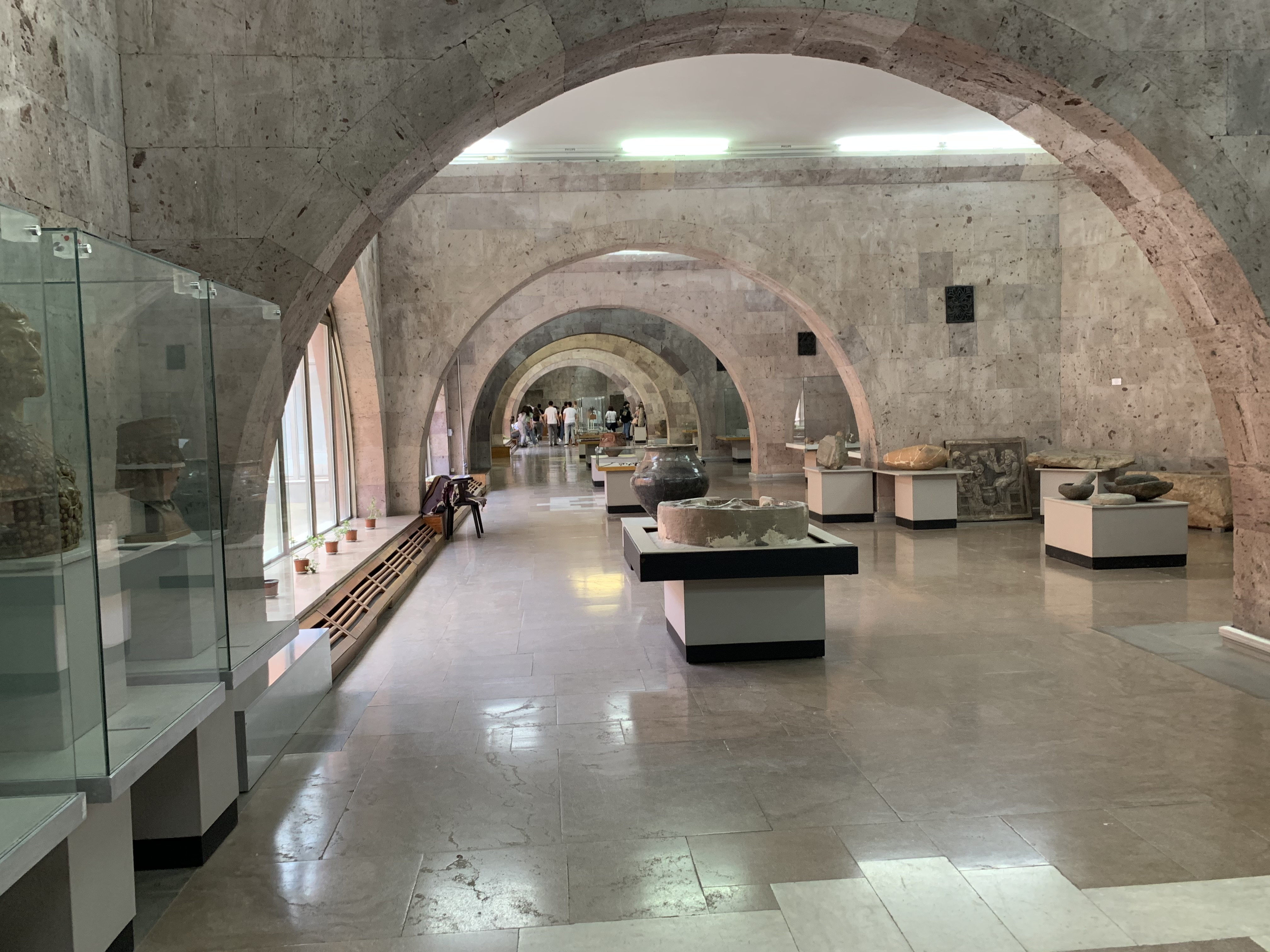
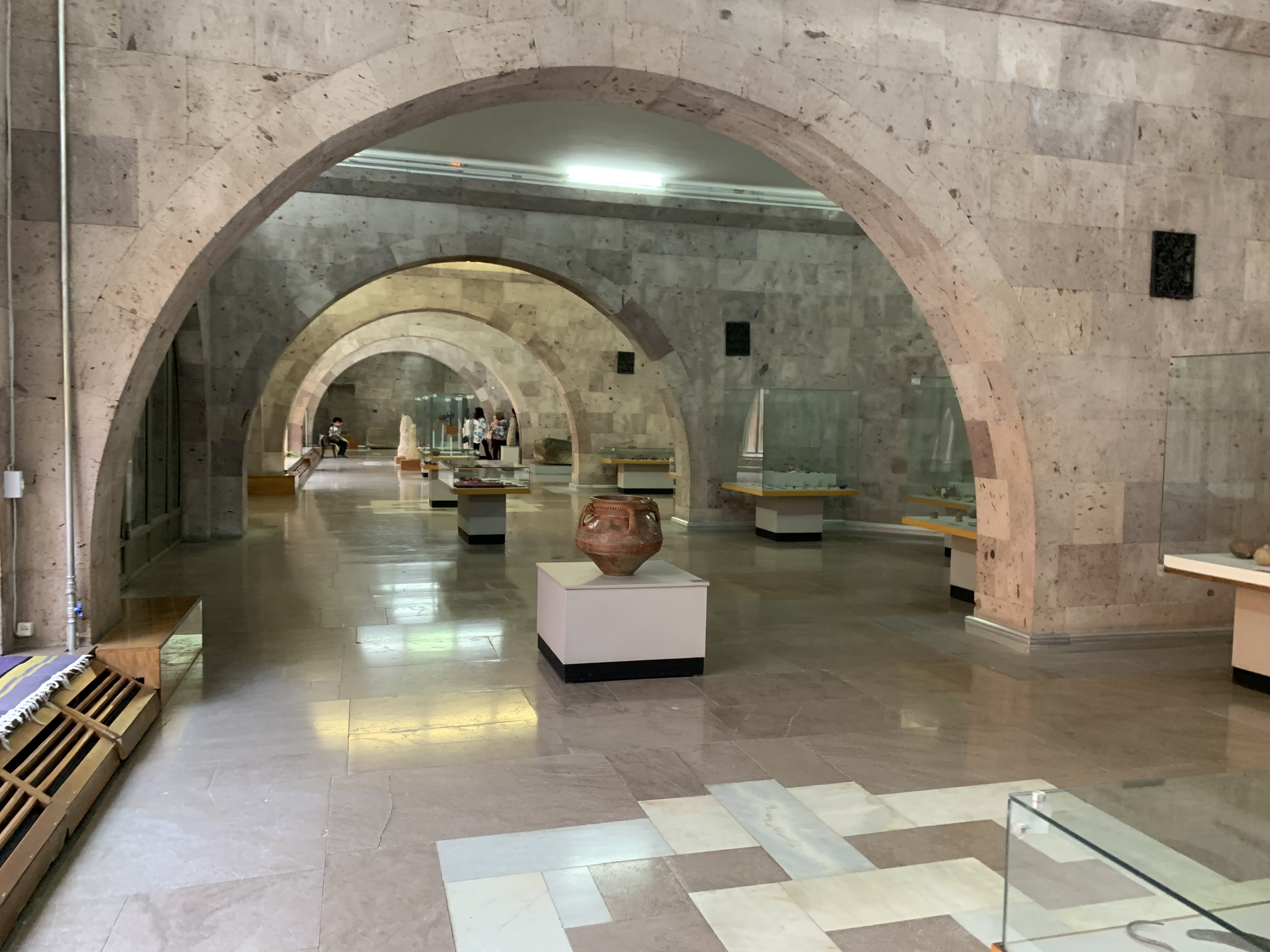
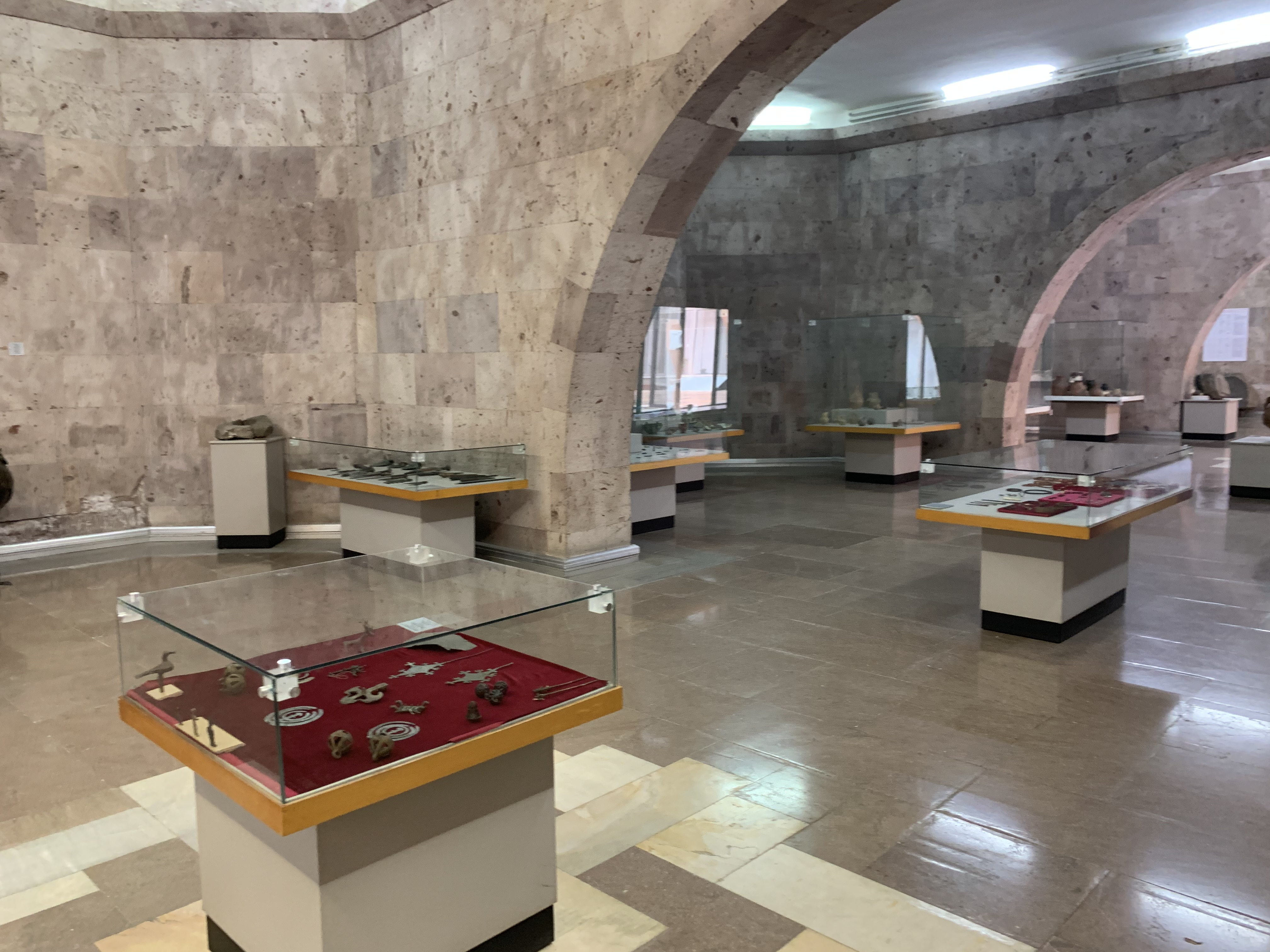
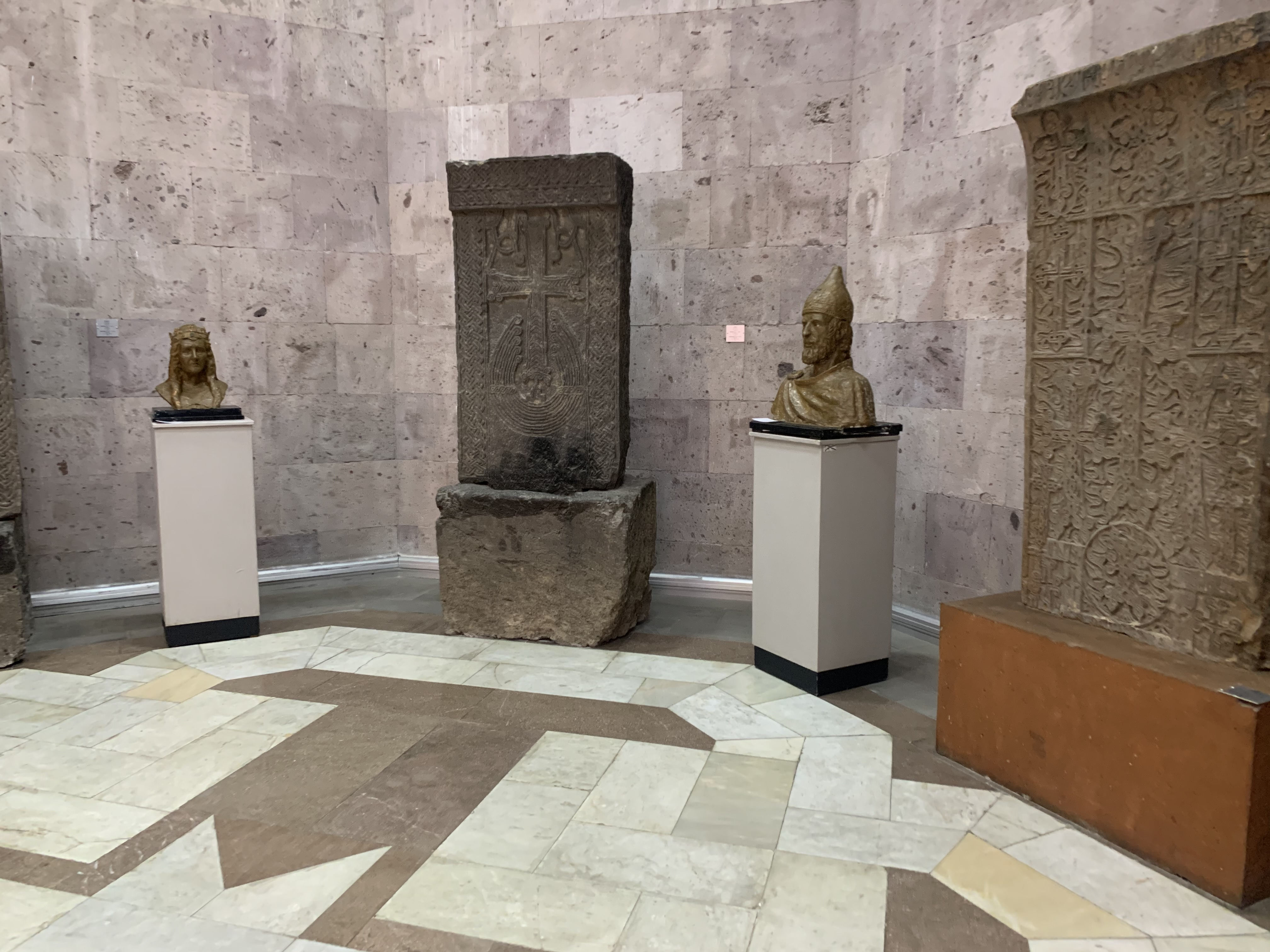
Хачкары XII-XIV вв.
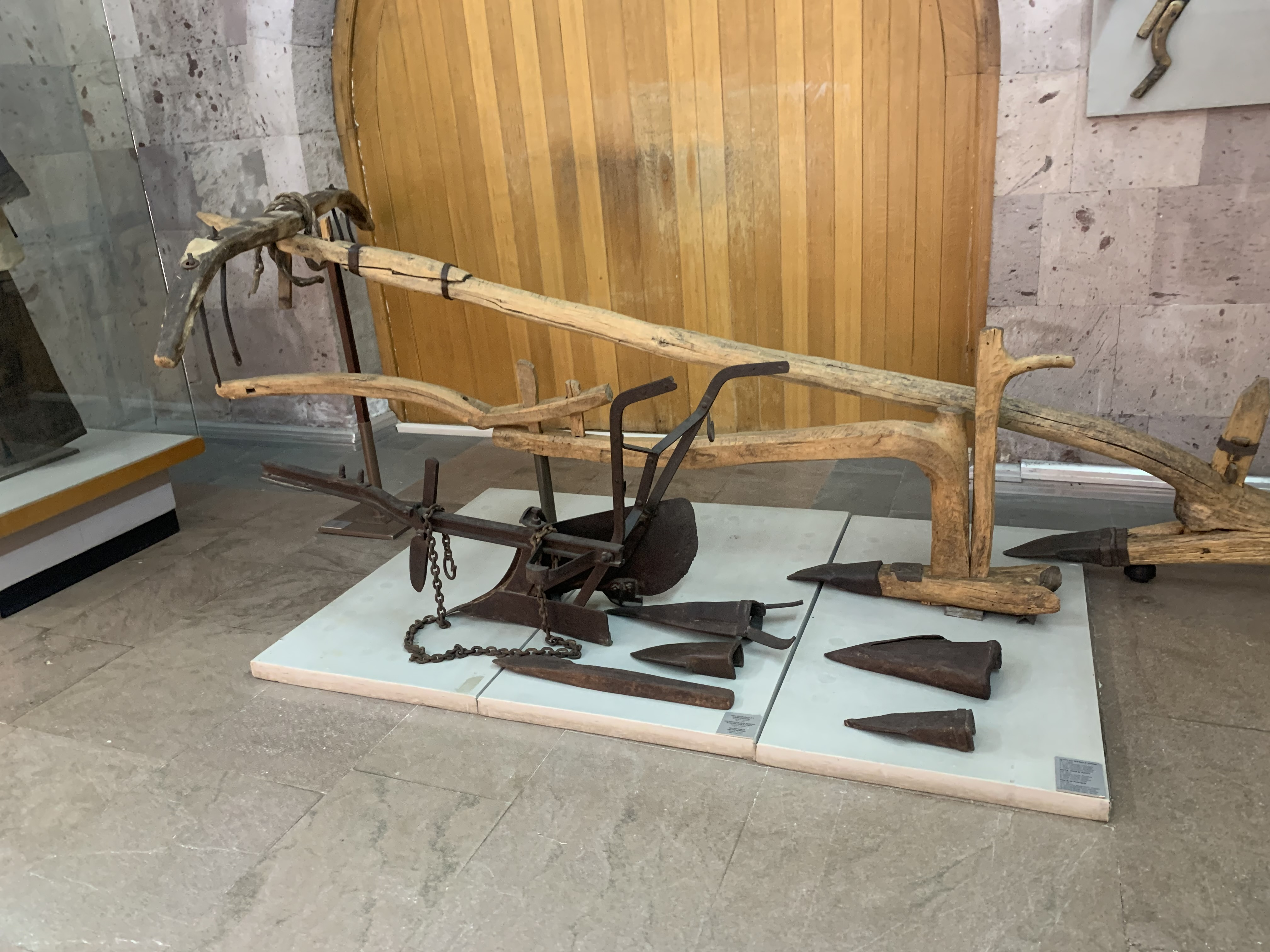
Плуг, соха и различные приспособления для пахоты, XIX-XX вв.
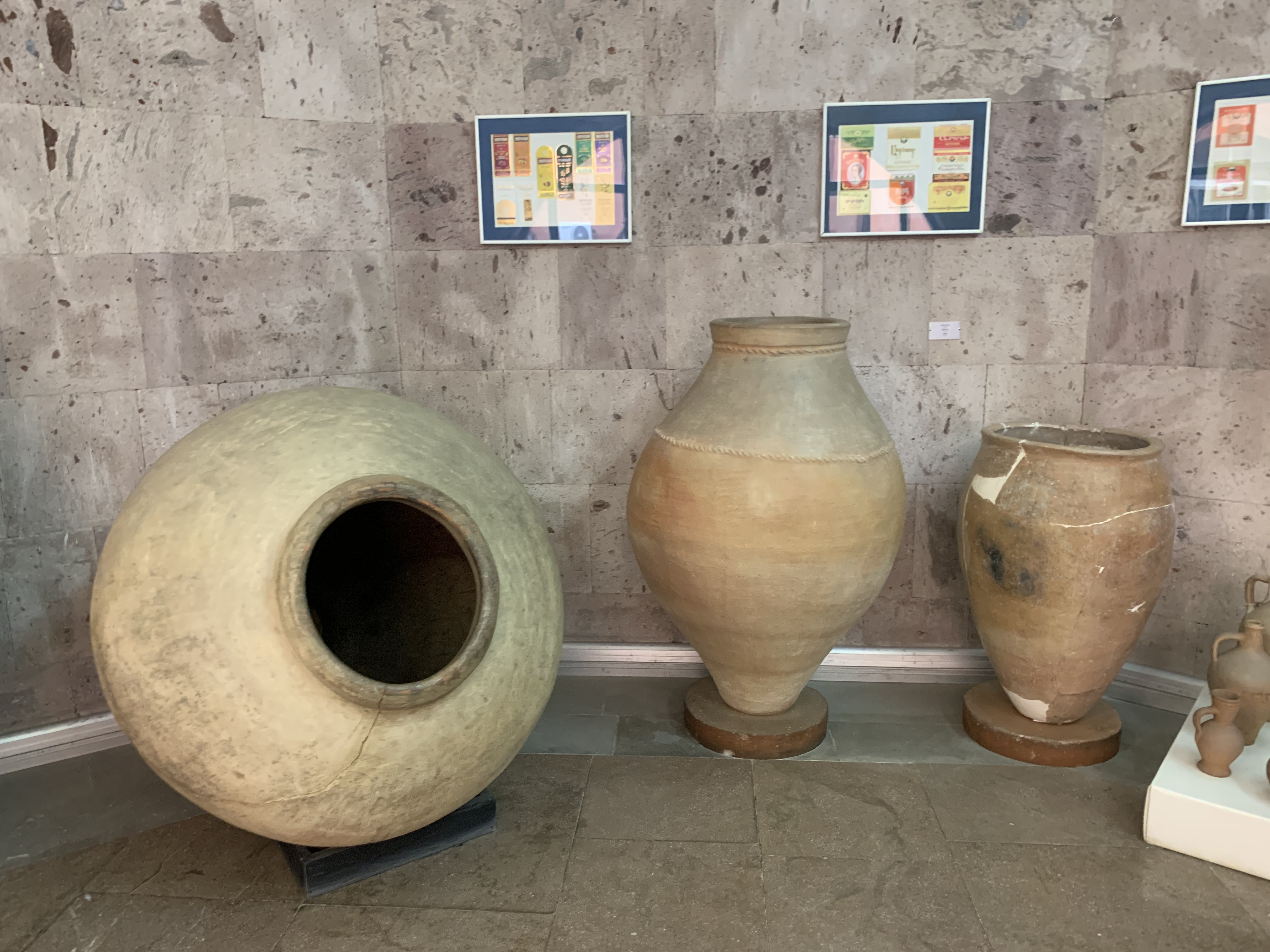
Карасы
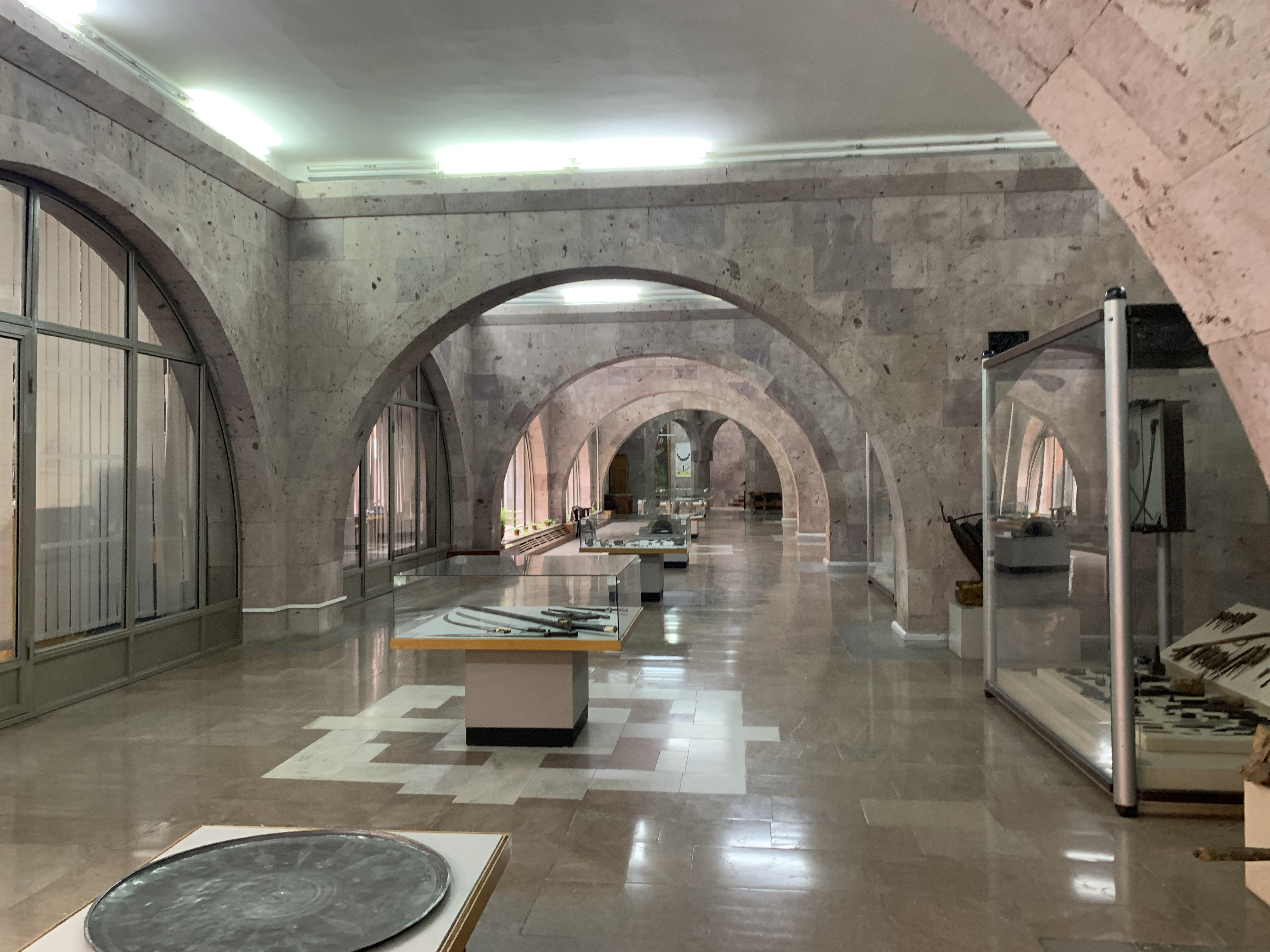
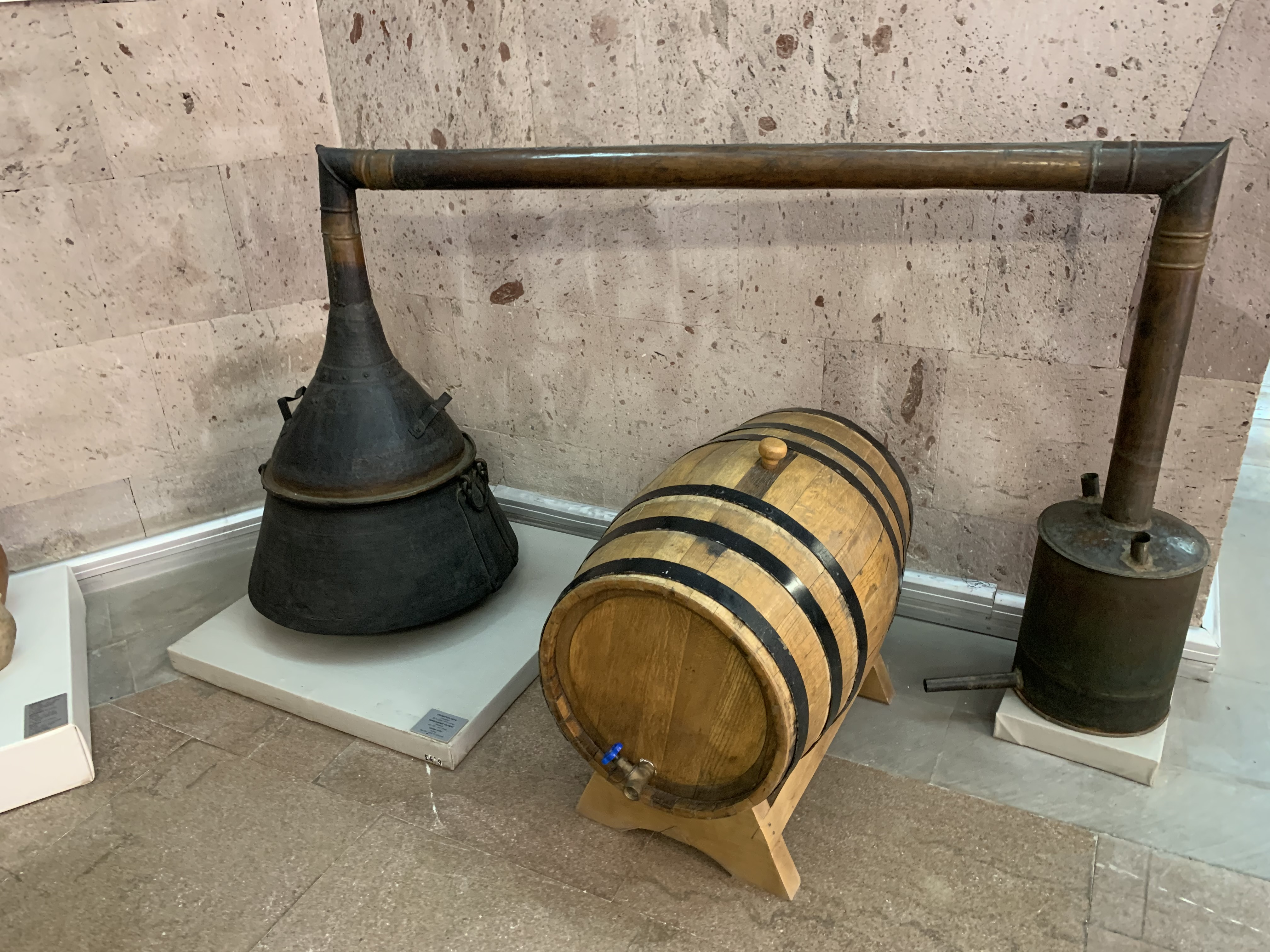
Самогонный аппарат, XIX-XX вв.
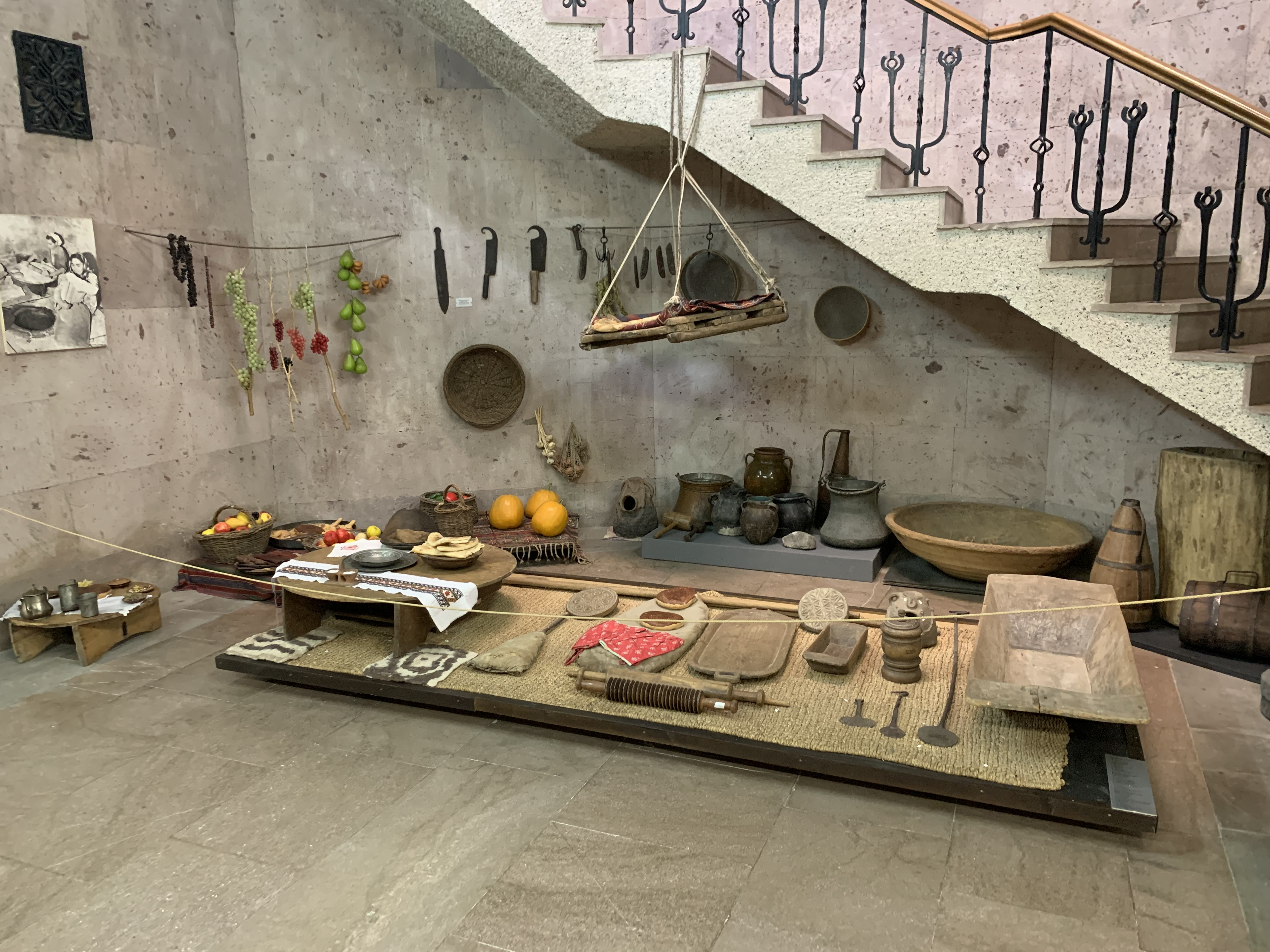
Приспособления для выпечки хлеба, XIX-XX вв.
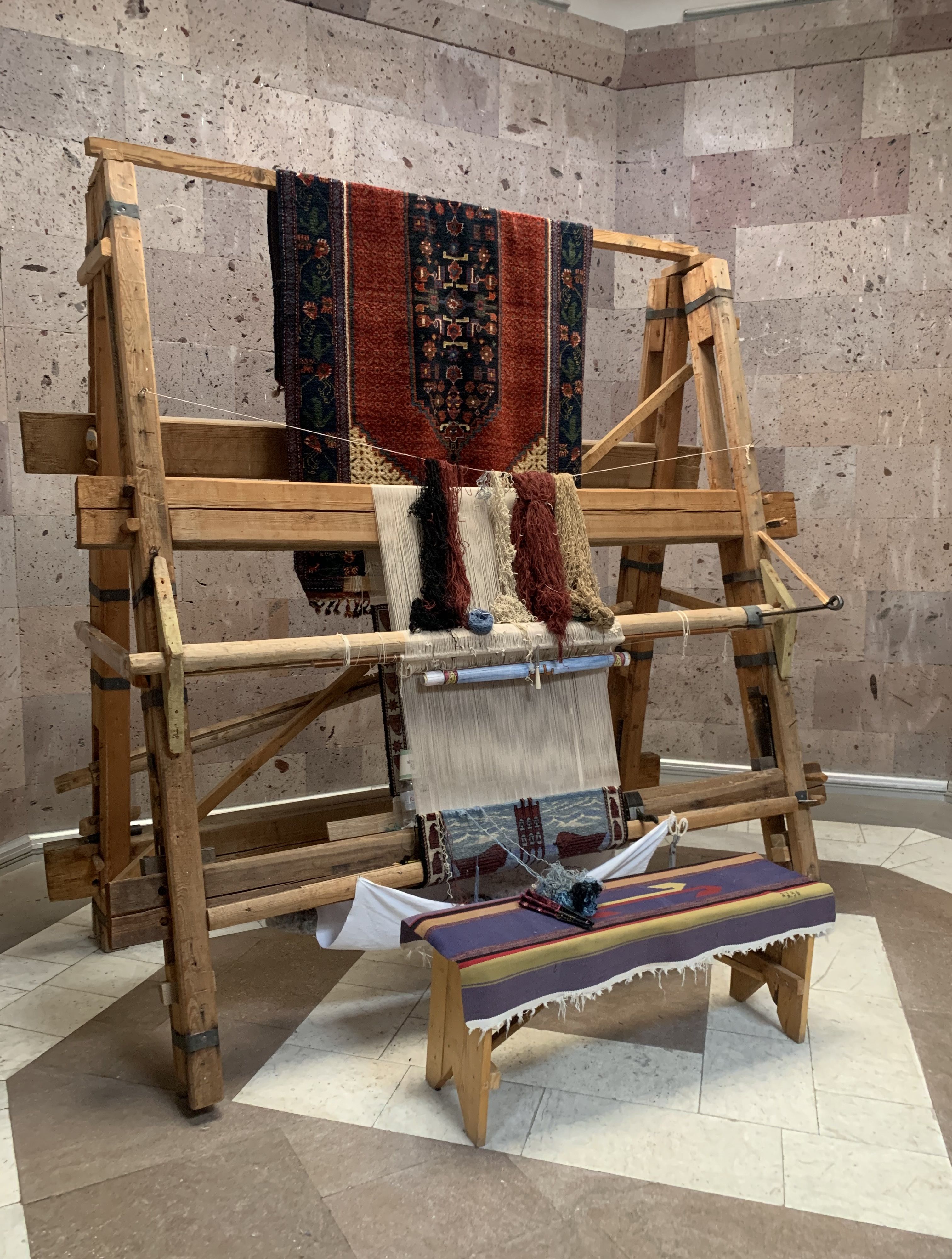
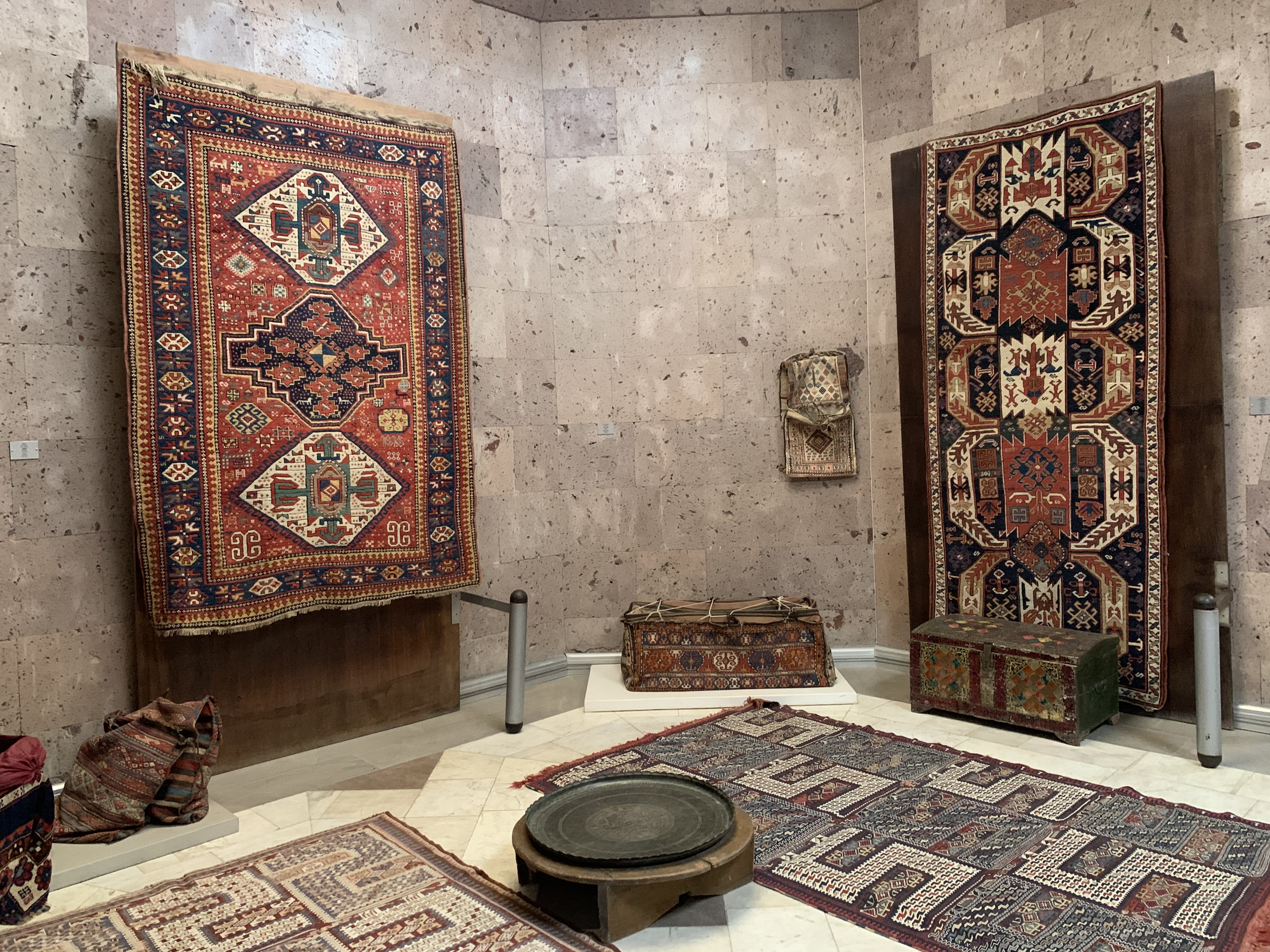
Ковры, Сюник/Нагорный Карабах, XIX в.
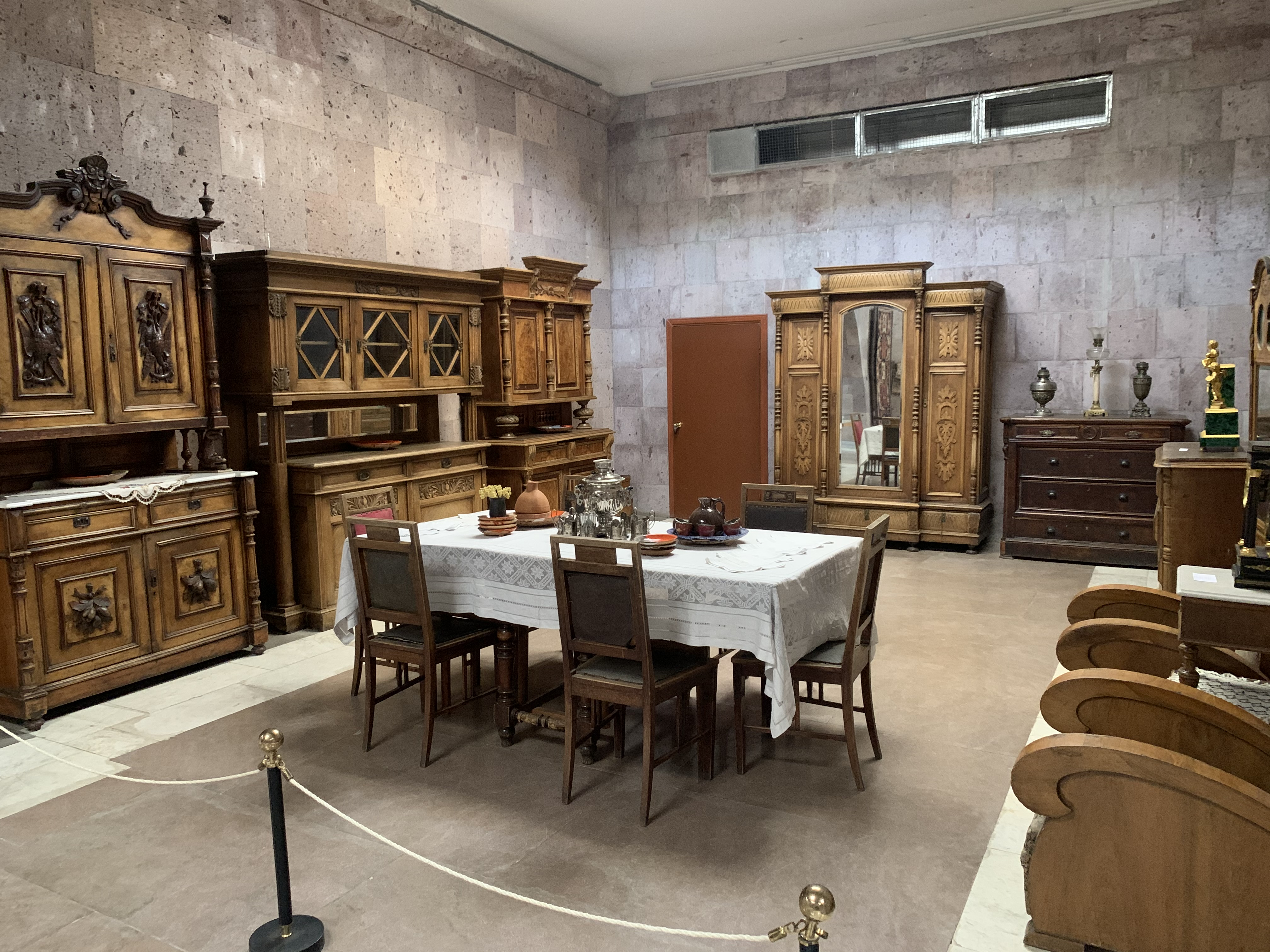
Городская мебель, XIX-XX вв.
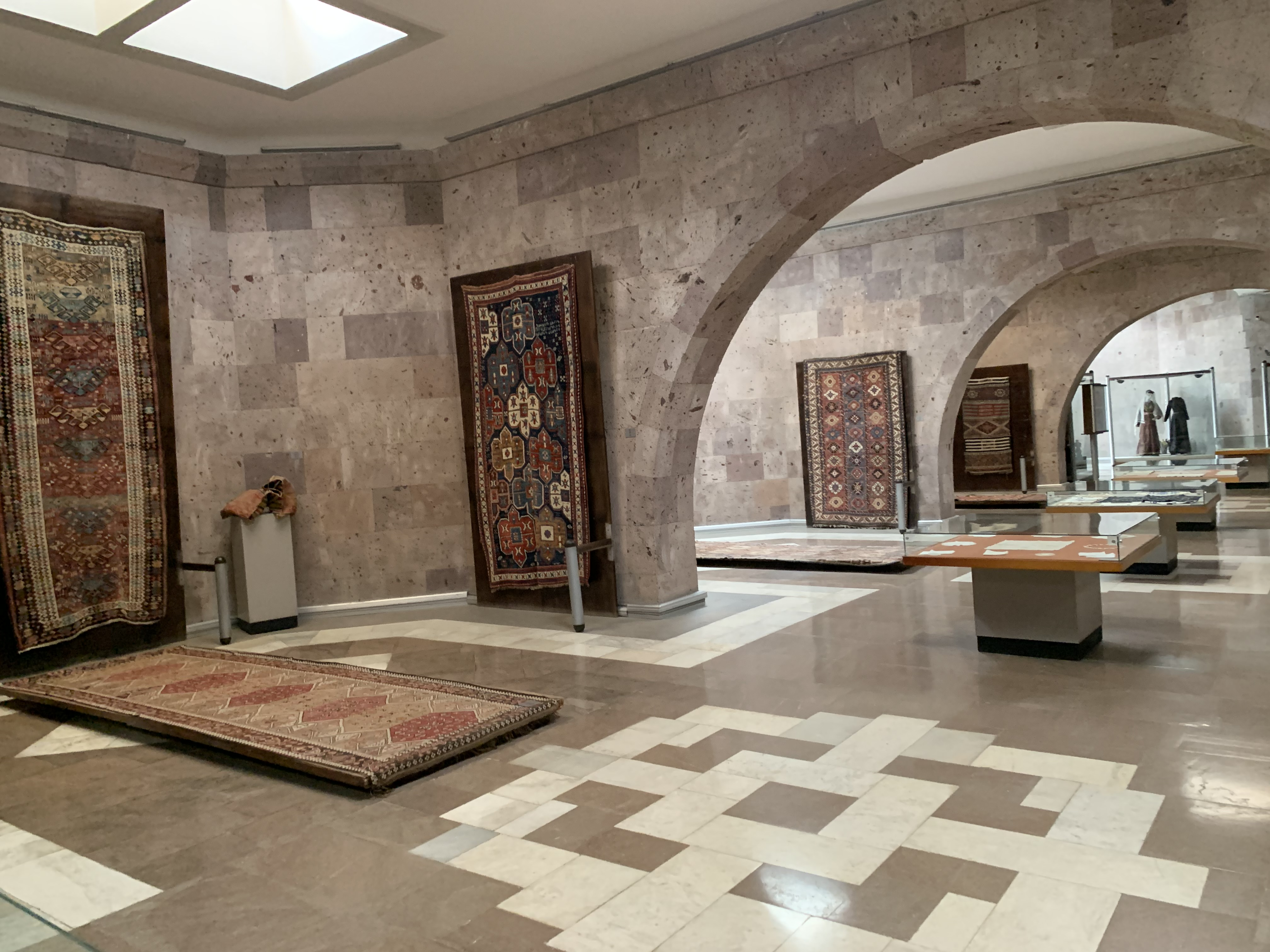
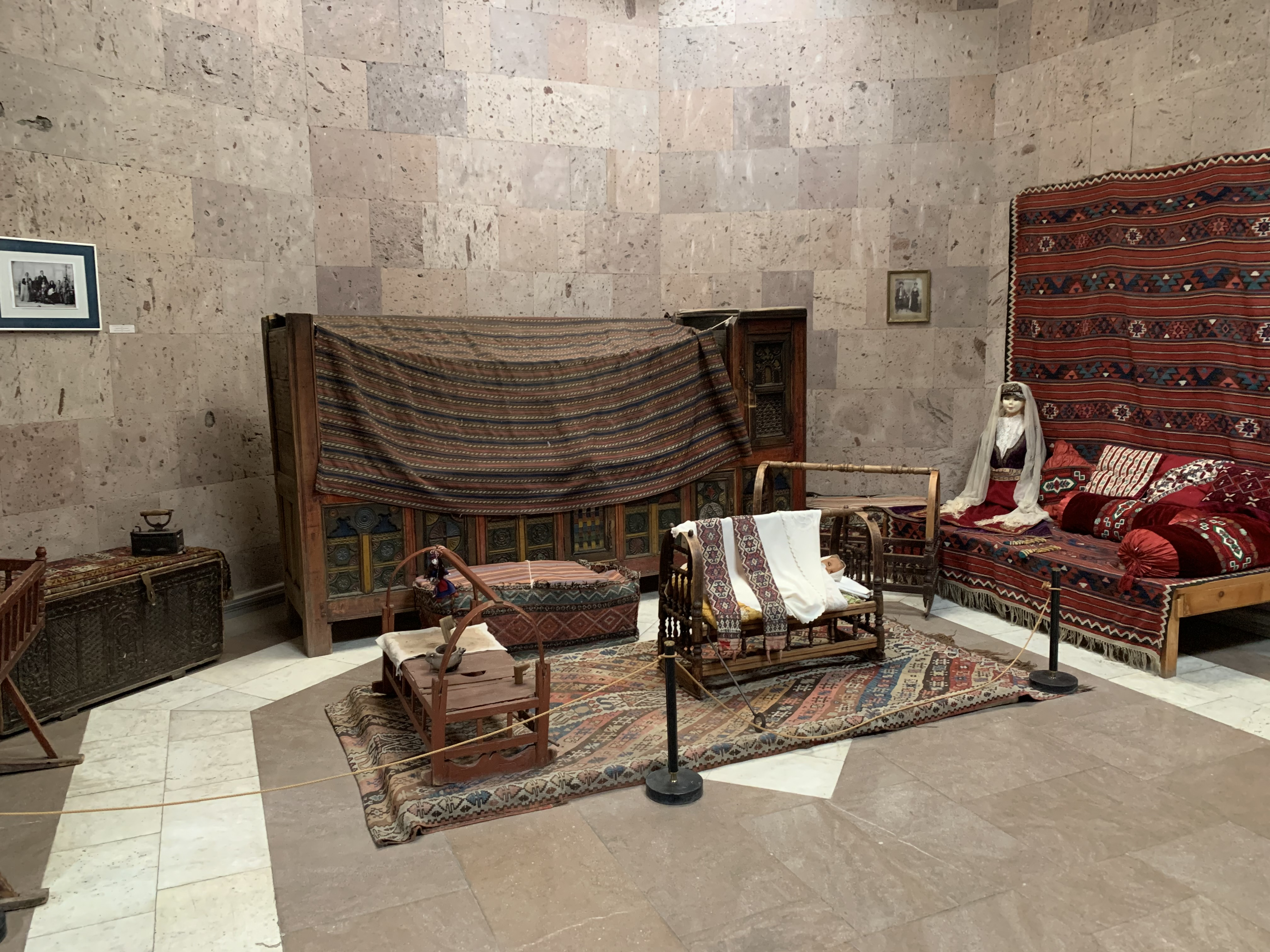
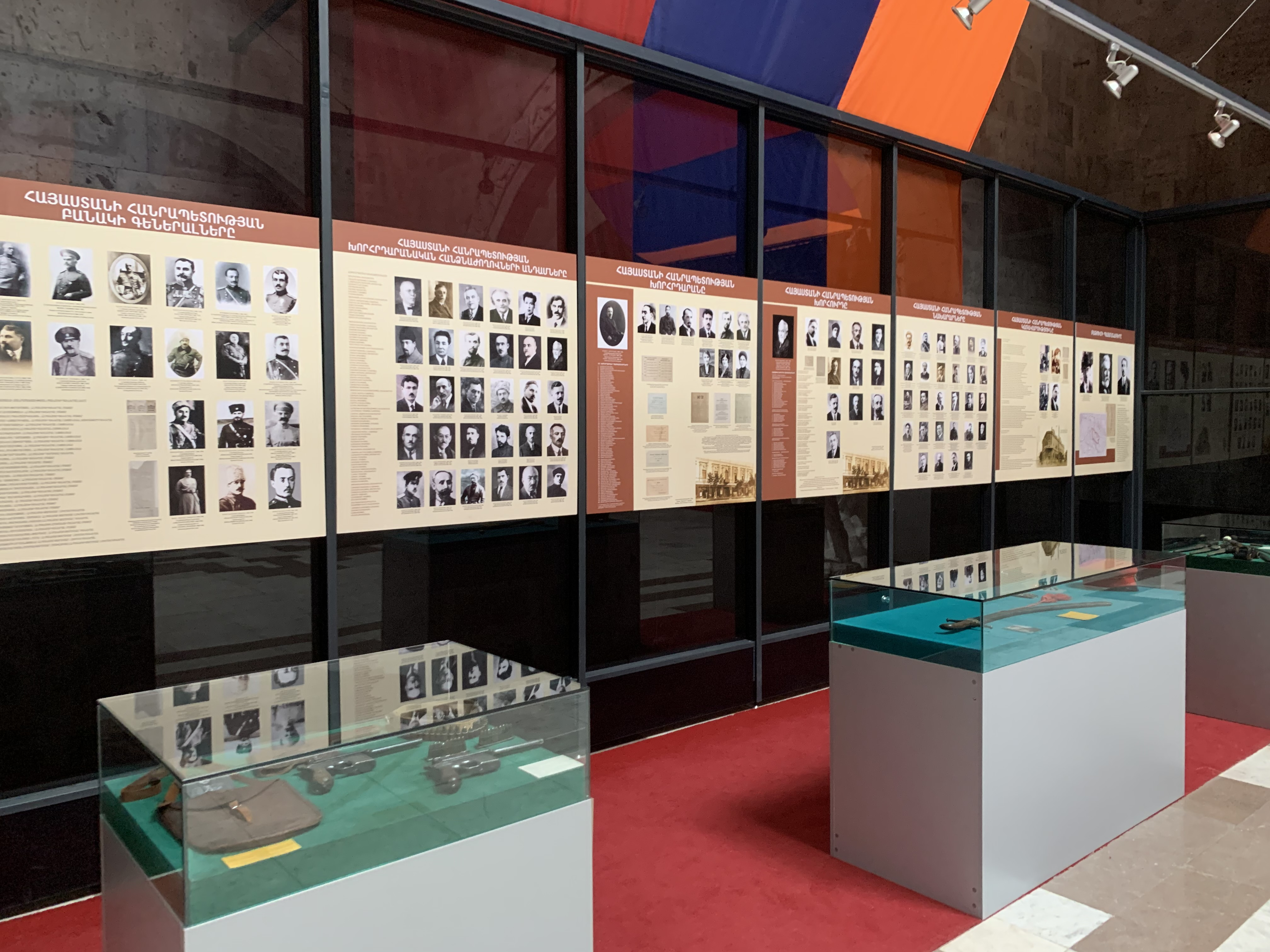
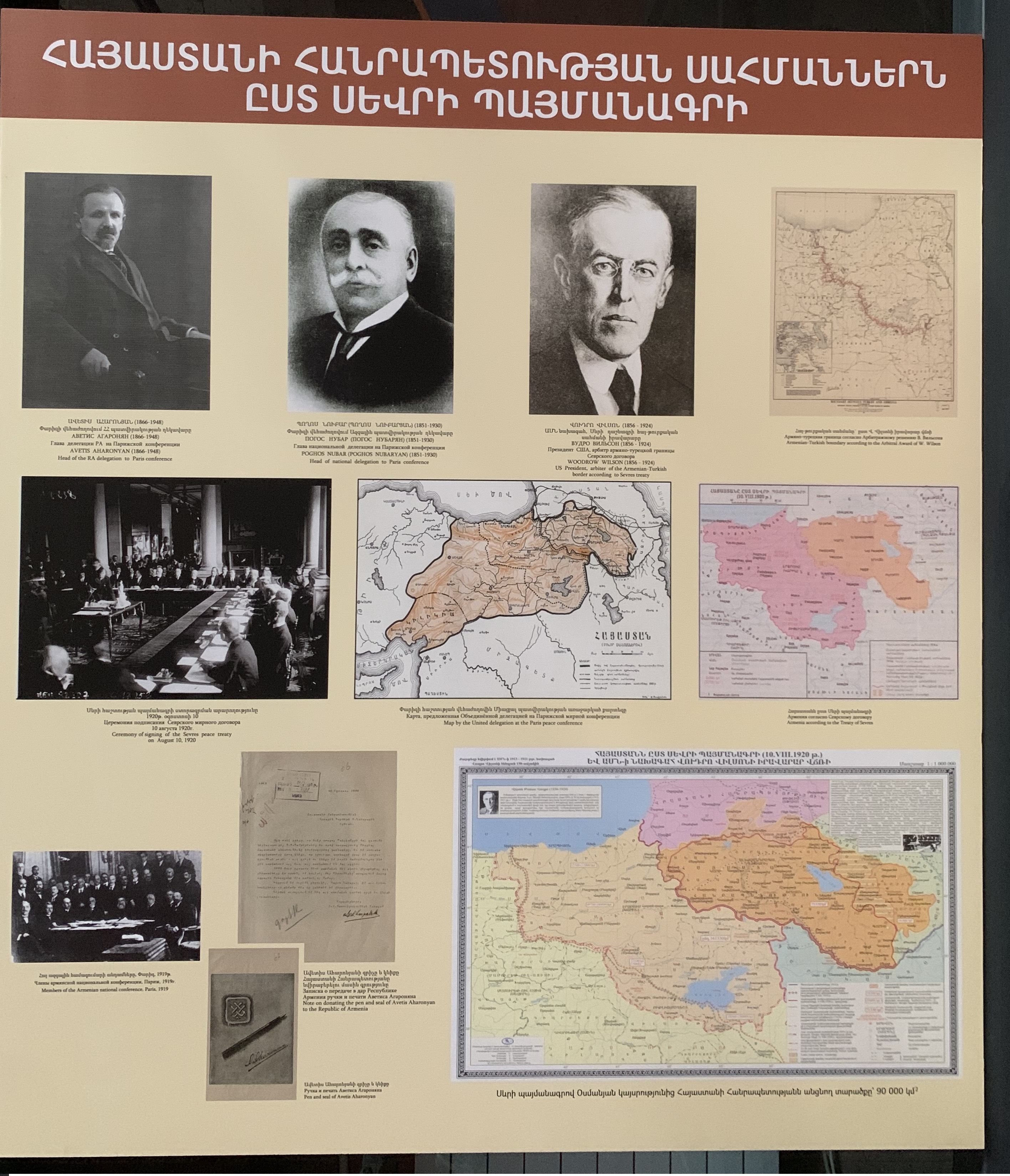
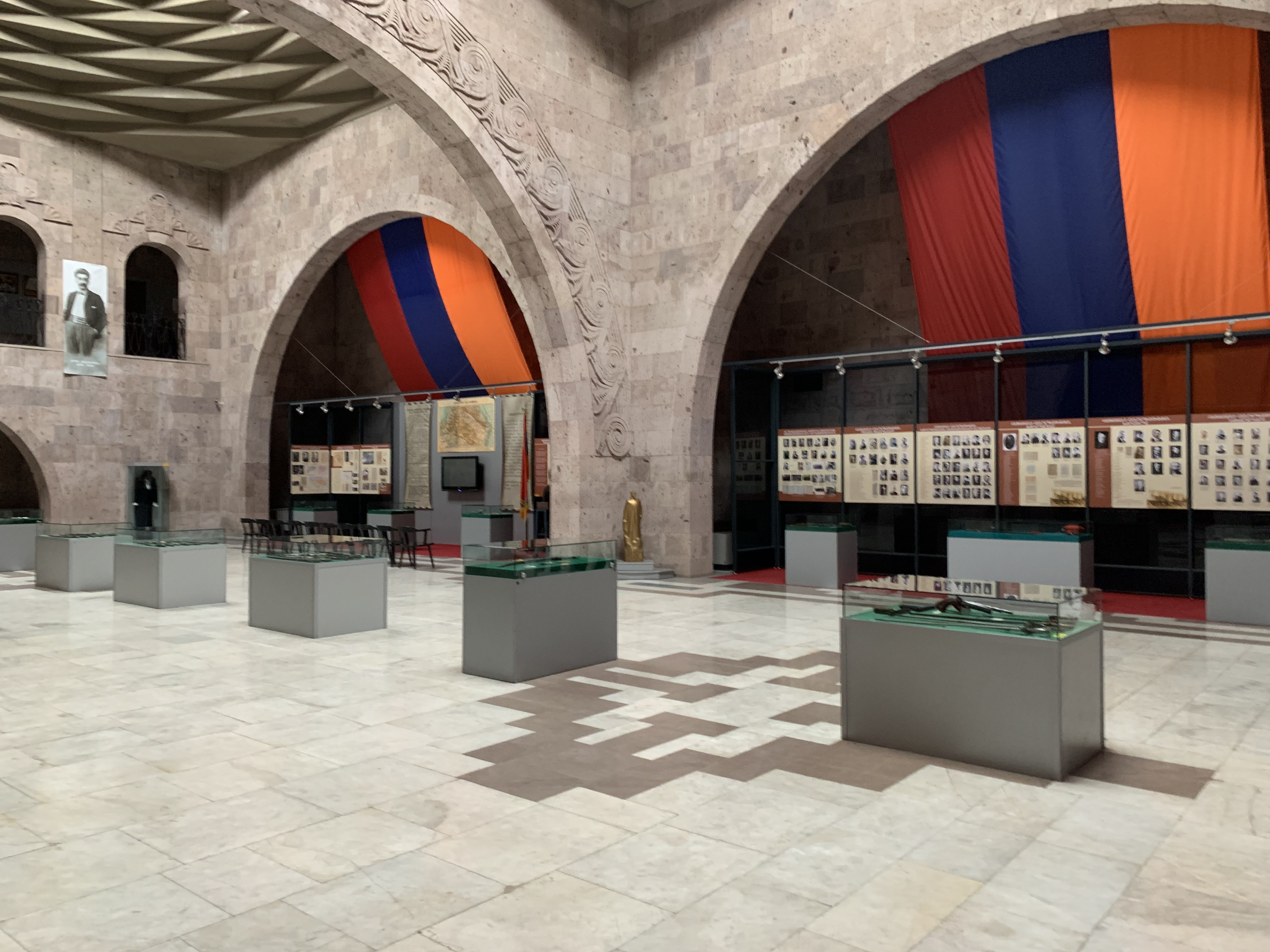
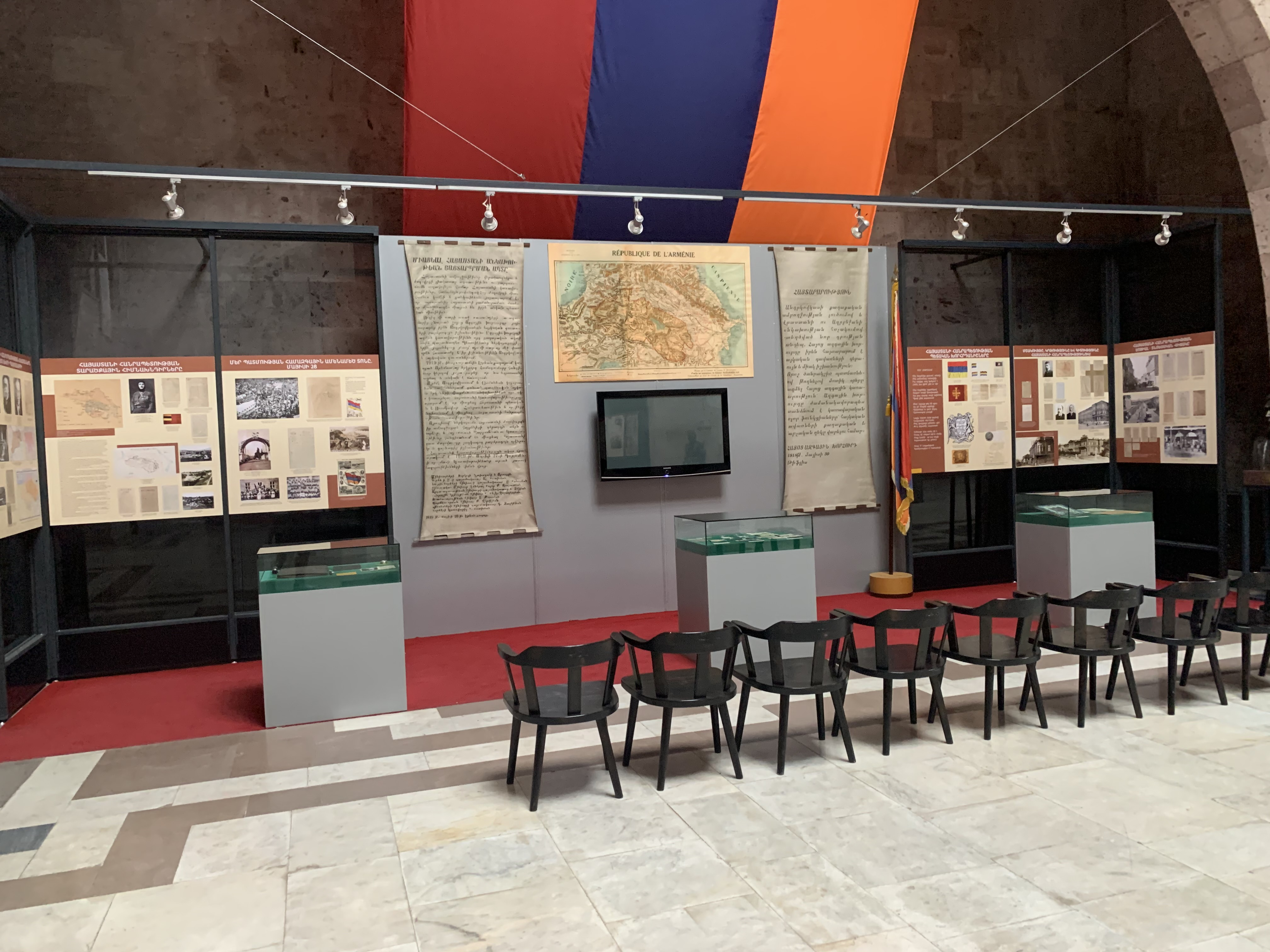
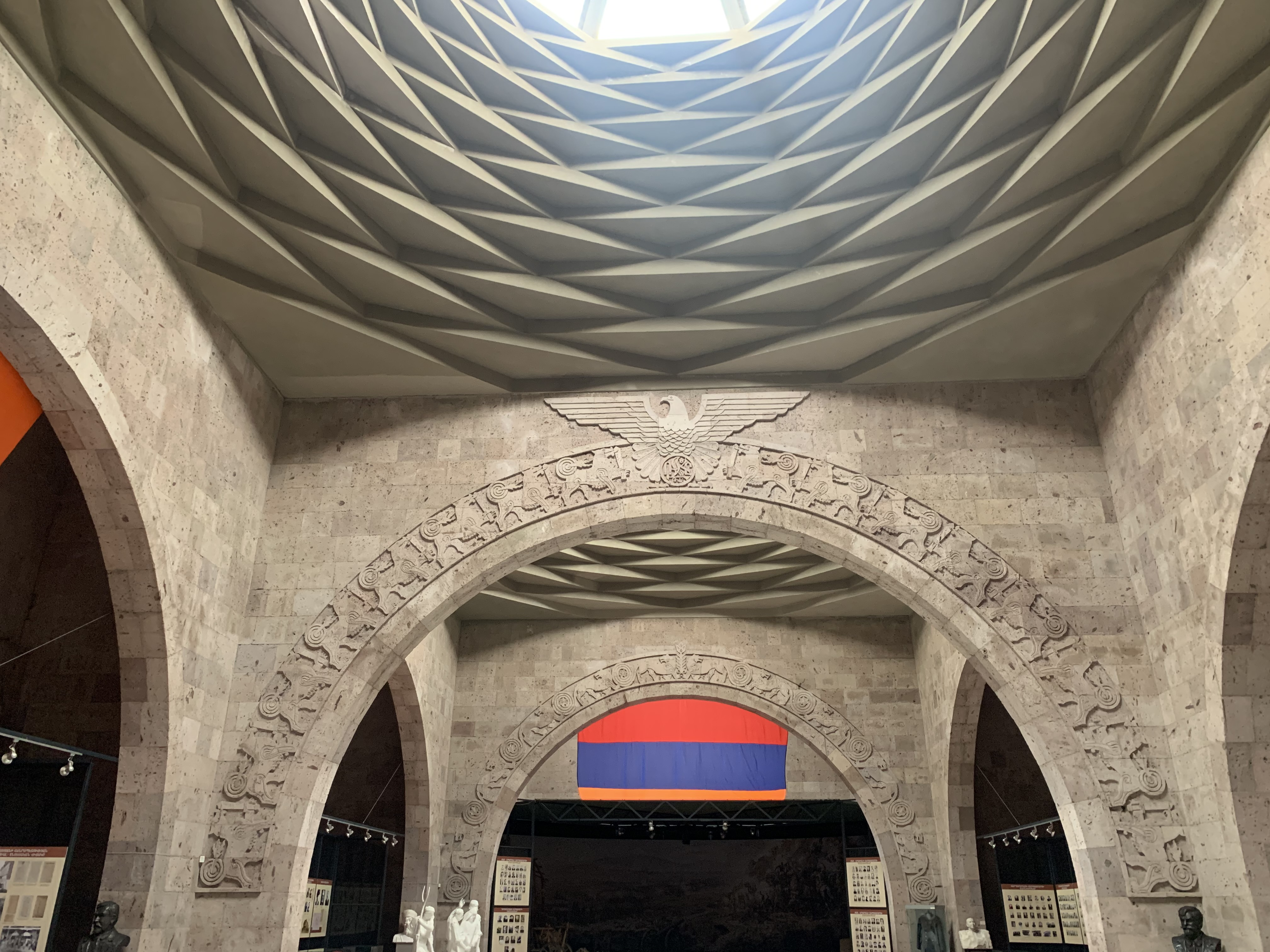